# Lakeview Terrace
Lakeview Terrace (Brasil: O Vizinho / Portugal: Vizinho Suspeito) é um filme policial de suspense psicológico estadunidense de 2008 dirigido por Neil LaBute, escrito por David Loughery e Howard Korder, co-produzido por James Lassiter e Will Smith e estrelado por Samuel L. Jackson, Patrick Wilson e Kerry Washington. Jackson interpreta um policial do LAPD que aterroriza seus novos vizinhos porque eles são um casal interracial. O título é uma referência ao bairro de Los Angeles de classe média etnicamente interracial de Lake View Terrace. O filme foi lançado em 19 de setembro de 2008, recebeu críticas mistas e arrecadou US$44 milhões.

## Sinopse
Um casal interracial recém-casado, Chris e Lisa Mattson (Patrick Wilson e Kerry Washington) estão se mudando para sua primeira casa. As primeiras conversas de Chris com seu vizinho, Abel Turner (Samuel L. Jackson), oficial do LAPD viúvo e de longa data, têm um tom um tanto hostil, com Abel fazendo comentários sobre o fumo de Chris (que mais tarde Abel expõe a Lisa) e ouvindo hip hop, e fazendo comentários sobre sua etnia em seu relacionamento inter-racial com Lisa.
Na noite seguinte, Chris e Lisa fazem sexo na piscina. Sem que eles percebam, os filhos de Abel, Marcus e Celia (Jaishon Fisher e Regine Nehy), os observam. Abel chega em casa e testemunha o espetáculo. Zangado, ele reposiciona seus holofotes de segurança doméstica para iluminar a janela de Chris e Lisa, mantendo-os acordados. Abel começa a insinuar para Chris que desaprova seu casamento inter-racial e que deseja que eles se mudem de seu novo bairro.
Uma noite, Chris e Lisa ouvem ruídos no andar de baixo e encontram os pneus do carro de Chris cortados. Suspeitando de Abel, eles chamam a polícia, que não pode fazer nada por causa do status de Abel dentro do LAPD. Chris retalia iluminando o quarto de Abel com seus próprios holofotes.
Lisa mais tarde revela que está grávida, criando um conflito com Chris, que ainda não quer filhos. Enquanto isso, Abel é suspenso sem pagamento por abusar de um suspeito, incitando mais fúria dentro dele. Abel continua seu assédio ao casal ao hospedar uma despedida de solteiro barulhenta com seus colegas, onde ele força Chris a ser assediado sexualmente por uma stripper. Mais tarde, Chris planta árvores ao longo da cerca entre suas propriedades, o que leva a uma troca quase violenta, pois Abel se opõe a ter árvores penduradas sobre sua propriedade. Quando Chris vai a um bar local, Abel entra e diz a Chris que sua própria esposa morreu em um acidente de trânsito porque estava tendo um caso com seu empregador branco, e que ele não confia em homens brancos e tem preconceito contra relacionamentos inter-raciais por causa disso.
Abel envia seu informante, Clarence Darlington (Keith Loneker), para destruir a casa dos Mattson em outra tentativa de expulsá-los. Lisa chega em casa mais cedo, surpreendendo Clarence. Eles lutam e Lisa é nocauteada, mas não antes de disparar o alarme. Chris corre para casa, seguido por um frustrado Abel. Quando Abel se depara com seu criminoso contratado, ele fatalmente atira nele para mantê-lo quieto. Lisa é levada às pressas para o hospital, mas está bem.
Incêndios florestais estão ocorrendo nas colinas ao redor e os moradores são instruídos a deixar suas casas. Abel, que fica para trás, entra na casa dos Mattsons, na esperança de recuperar o celular caído de Clarence, temendo que isso o incriminará. Lisa e Chris voltam inesperadamente do hospital antes que Abel encontre o telefone, e ele sai. Enquanto os Mattsons fazem as malas para evacuar, Chris encontra o telefone celular. Ele liga para o último número discado e ouve Abel atender. Chris percebe que Abel é o responsável pela violação de domicílio, e Abel percebe que Chris descobriu o telefone.
Abel se aproxima com sua arma em punho e ele e Chris lutam. Antes que Lisa possa escapar, Abel atira em seu carro, fazendo-a bater em um veículo estacionado. Depois de bater com a pistola em Abel e aparentemente nocauteá-lo, Chris tenta libertar Lisa do carro. Abel atira sua arma em Chris, mas erra, e Chris segura a outra arma de Abel para ele enquanto lhe diz para ficar para trás. Escondendo a arma na parte de trás das calças, Abel insiste que está desarmado quando os policiais do condado chegam ao local. Os policiais exigem que Chris baixe a arma, enquanto ordenam que Abel não se mova mais. Sua esposa implora que ele obedeça e Abel diz a ele para ouvi-la. Chris dispara de volta que Abel deveria ter ouvido sua esposa e pergunta se ele viu sua traição chegando, o que implica que atitude iliberal a levou a ser infiel. Enfurecido, Abel tira sua arma escondida, atira no ombro de Chris e é morto pelos policiais em legítima defesa. Chris sobrevive e ele e Lisa falam mais tarde sobre seu orgulho em sua casa, bairro e família em breve, enquanto os incêndios florestais finalmente parecem ter sido contidos.

## Elenco
- Patrick Wilson como Chris Mattson
- Samuel L. Jackson como oficial Abel Turner
- Kerry Washington como Lisa Mattson
- Jaishon Fisher como Marcus Turner
- Regine Nehy como Celia Turner
- Jay Hernandez como Detetive Javier Villareal
- Keith Loneker como Clarence Darlington
- Ron Glass como Harold Perreau
- Caleeb Pinkett como Damon Richards
- Justin Chambers como Donnie Eaton
- Lynn Chen como Eden
- Dale Godboldo como Dale
- Robert Pine como Capitão Wentworth
- Bitsie Tulloch como Nadine
- Eva LaRue como tenente Morgada
- Robert Dahey como Jung Lee Pak
- Ho-Jung como Sang Hee Pak

## Locações
A maior parte do filme foi filmada em Walnut, Califórnia, em North Deer Creek Drive. A cena em que Abel Turner sai da delegacia para falar com seu parceiro e outros policiais foi filmada em Hawthorne, Califórnia, na esquina da Grevillea Ave. & 126th St.

## Recepção
No Rotten Tomatoes, o filme tem um índice de aprovação de 44% baseado em 164 avaliações, com uma média de 5,45/10. No Metacritic, o filme tem uma pontuação média ponderada de 47 de 100, com base em 28 críticos, indicando "críticas mistas ou médias". O público entrevistado pela CinemaScore deu ao filme uma nota média de "C+" em uma escala de A+ a F.
Em seu fim de semana de estreia, o filme arrecadou US$15 milhões, ficando em primeiro lugar nos Estados Unidos. O filme arrecadou US$39,2 milhões nos Estados Unidos e Canadá e US$3,2 milhões em outros territórios, totalizando US$42,4 milhões.

## Inspiração da vida real
A trama foi vagamente baseada em eventos da vida real em Altadena, Califórnia, envolvendo um casal inter-racial, John e Mellaine Hamilton, e Irsie Henry, um policial afro-americano de Los Angeles. A saga foi documentada em uma série de artigos no Pasadena Star News e no Pasadena Weekly a partir de 2002. O jornalista Andre Coleman recebeu o Prêmio do Clube de Imprensa de Los Angeles por Excelência em Jornalismo por sua série de artigos no Weekly. Henry foi eventualmente demitido pelo LAPD por suas ações.

## Vendas de DVDs
Lakeview Terrace foi lançado em 27 de janeiro de 2009 e vendeu 1,194,420 unidades. Ele arrecadou US$20,119,729, um pouco mais do que o orçamento do filme. 